# Тарудант
Тарудант (араб. تارودانت, трансліт. Tarudant, [taːruːdaːnt]; таш. ⵜⴰⵔⵓⴷⴰⵏⵜ
 ) — місто в Сусі, на південному заході Марокко. Тарудант лежить на схід від Агадіра по дорозі до Варзазата і на південь від Марракеша. Нині це невелике ринкове й туристичне місце.

## Історія

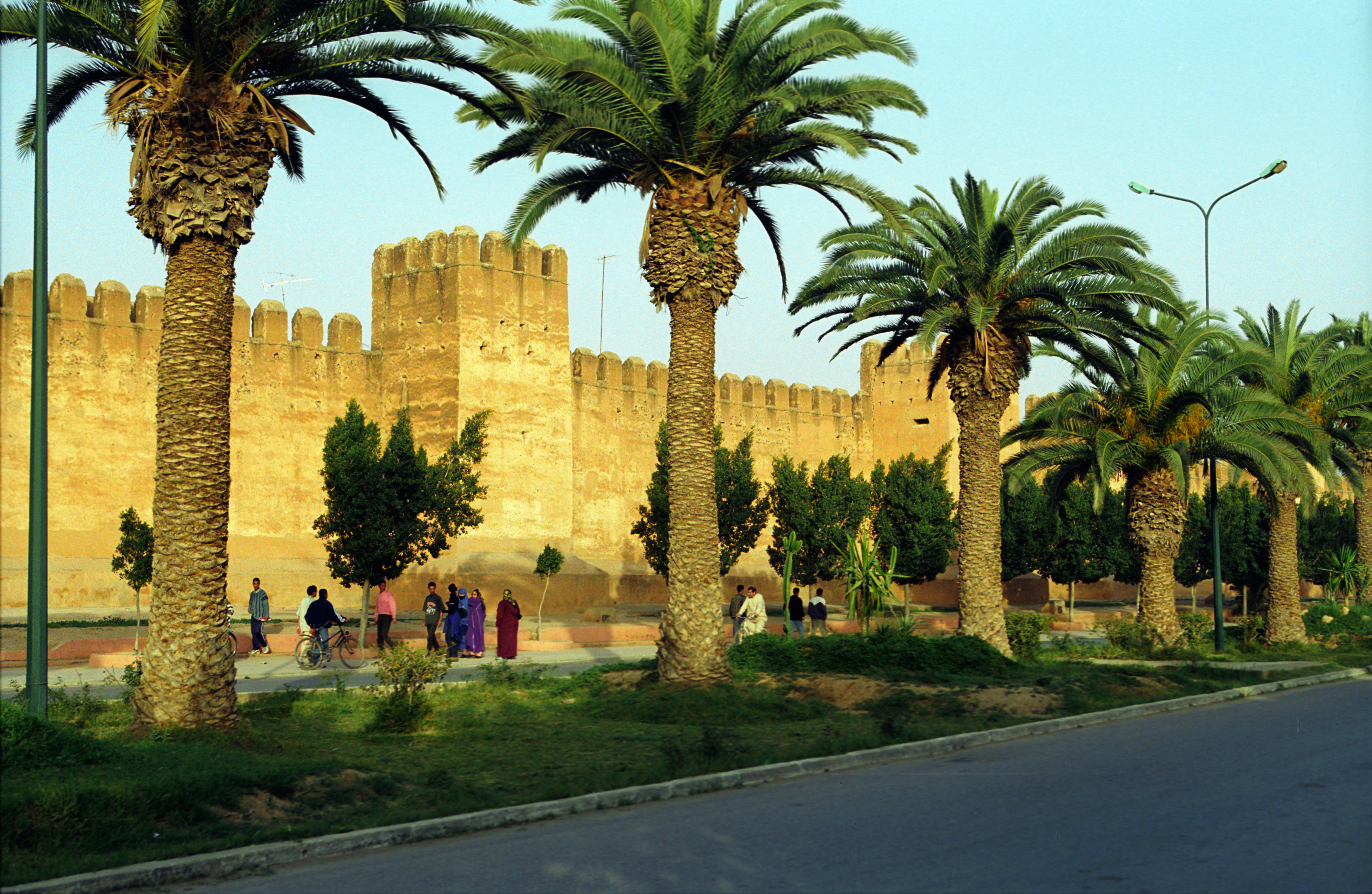
Міські стіни історичного кварталу міста

Альморавіди зайняли місто в 1056 році. У середині XV століття Бану Зайдан, родина, яка пізніше заснувала династію Саадитів, оселилася поблизу Таруданта в поселенні під назвою Тідсі, резиденцією першого лідера династії, аль-Каїма, до 1513 року. Згідно з марокканськими ЗМІ, нинішній план міських стін датується XVI століттям.
У XVII столітті Тарудант був базою Сіді Ях'я, місцевого вождя, який успішно допомагав саадитському султану Мулаю Зайдану у війні проти Абі Махаллі, повстанця, який захопив Марракеш.
Місто зазнало економічного занепаду після закриття порту Агадір для торговельних суден у 1760 році. Наприкінці XIX століття султан Хасан I встановив більш надійний контроль над містом. На початку XX століття місто знову чинило опір державній владі, поки каїд Тайєб аль-Ґундафі не відновив порядок у 1903 році. Коли у 1912 році Франція почала нав'язувати Марокко свій протекторат, Ахмед аль-Хіба використовував Тарудант як столицю, чинячи опір французам. Французи встановили контроль над містом лише у 1917 році.
Історично в Таруданті існувала єврейська громада, яка, як вважають, виникла в XI столітті. Євреї становили 10 % населення міста і займалися переважно караванною торгівлею. Мойсей бен Маймон Альбас, видатний єврейський кабаліст, був родом з Таруданта.

## Клімат
11 серпня 2023 року була зареєстрована максимальна температура 48,0 °C.

## Економіка
Нині Тарудант — відоме ринкове місто з базаром біля кожної з двох головних площ — Ассараг і Талмоклате. Також є щотижневий базар за стінами міста, поблизу майбутнього університетського району.

## Визначні місця
Медина (історичний квартал) Таруданта класифікується як пам'ятка національної культурної спадщини Марокко. Її історичні міські стіни мають довжину близько 6 або 8 кілометрів, оточені бастіонами й розділені дев'ятьма воротами, які досі використовуються.

## Персоналії
- Сана Акруд[en] (нар. 1980), актриса, режисерка, сценаристка, кінопродюсерка
- Мойсей бен Маймон Альбас[en] (XVI ст.), кабаліст
- Ахмед Султан[en], співак